# Francis Leavenworth
Francis Preserved Leavenworth (ur. 3 września 1858 w Mount Vernon, zm. 12 listopada 1928) – amerykański astronom.

## Życiorys
Wraz z Frankiem Mullerem i Ormondem Stone’em odkryli wiele obiektów astronomicznych z katalogów NGC i IC korzystając z 26-calowego teleskopu refrakcyjnego w McCormick Observatory Uniwersytetu Wirginii w Charlottesville.